# Dani Levy
Dani Levy (Basilea, 17 novembre 1957) è un regista e attore svizzero.

## Biografia
Di religione ebraica e nato a Basilea il 17 novembre 1957, ha lavorato in teatro prima nella città natale (1977-1979) e poi a Berlino, dove vive dal 1980. Ha debuttato alla regia con il film Du mich auch del 1986.

## Filmografia

### Regista
- Du mich auch, co-diretto con Helmut Berger e Anja Franke (1986)
- RobbyKallePaul (1989)
- I Was on Mars (1992)
- Ohne mich, segmento del film TV Neues Deutschland (1993)
- Stille Nacht (1995)
- Meschugge (1998)
- Des Geheimnis (1999) - cortometraggio
- Väter (2002)
- Hannah und ihr Papa (2002) - cortometraggio
- Zucker!... come diventare ebreo in 7 giorni (Alles auf Zucker!) (2004)
- Mein Führer - La veramente vera verità su Adolf Hitler (Mein Führer – Die wirklich wahrste Wahrheit über Adolf Hitler) (2007)
- Joshua, segmento di Deutschland 09 - 13 kurze Filme zur Lage der Nation (2009)
- Das Leben ist zu lang (2010)

### Sceneggiatore
- Du mich auch, regia di Helmut Berger, Anja Franke e Dani Levy (1986)
- RobbyKallePaul, regia di Dani Levy (1989)
- I Was on Mars con Maria Schrader, regia di Dani Levy (1992)
- Ohne mich, regia di Dani Levy, segmento del film TV Neues Deutschland (1993)
- Stille Nacht, regia di Dani Levy (1995)
- Meschugge, regia di Dani Levy (1998)
- Väter, regia di Dani Levy (2002)
- Hannah und ihr Papa, regia di Dani Levy (2002) - cortometraggio
- Zucker!... come diventare ebreo in 7 giorni (Alles auf Zucker!), regia di Dani Levy (2004)
- Mein Führer - La veramente vera verità su Adolf Hitler (Mein Führer – Die wirklich wahrste Wahrheit über Adolf Hitler), regia di Dani Levy (2007)
- Joshua, segmento di Deutschland 09 - 13 kurze Filme zur Lage der Nation (2009)
- Das Leben ist zu lang, regia di Dani Levy (2010)

### Attore
- Motel, regia di Thomas Hostettler (1984) - serie TV, Peperoni
- Du mich auch, regia di Helmut Berger, Anja Franke e Dani Levy (1986)
- RobbyKallePaul, regia di Dani Levy (1989)
- Hausmänner, regia di Peter Timm (1991)
- I Was on Mars, regia di Dani Levy (1992) - Alio
- Halbe Welte, regia di Florian Flicker (1993) - Katz
- Ohne mich, regia di Dani Levy, segmento del film TV Neues Deutschland (1993) - Simon Rosenthal
- Einer meiner ältesten Freunde, regia di Rainer Kaufmann (1994) - Zeto
- Burning Life, regia di Peter Welz (1994) - Neuss
- Die Mediocren, regia di Matthias Glasner (1995) - Jost
- Tempo, regia di Stefan Ruzowitzky (1996) - Bernd
- Killer Condom, regia di Martin Walz (1996) - Freier
- Faust (1994) - serie TV, nell'episodio Auf den Tag genau (1997)
- Meschugge, regia di Dani Levy (1998) - David Fish
- Aimée & Jaguar, regia di Max Färberböck (1999) - Fritz Borchert
- Die Hochzeitskuh, regia di Tomi Streiff (1999)
- La Répétition - L'altro amore (La Répétition), regia di Catherine Corsini (2001) - Matthias (con il nome Dani Lévy)
- De soie et de cendre, regia di Jacques Otmezguine (2003) - film TV, Dimitri Zamelsky
- Zucker!... come diventare ebreo in 7 giorni (Alles auf Zucker!), regia di Dani Levy (2004) - non accreditato